# Aspitates ochrearia
Aspilate ochracée
Espèce
Synonymes
- Aspilates citraria (Hübner, 1799)[1]
- Aspitates parvularia Lempke, 1952[1]
- Geometra citraria Hübner, 1799[1]
- Phalaena ochrearia Rossi, 1794[1]
- Semiaspilates ochrearia (Rossi, 1794)[1]

Aspitates ochrearia, qui a pour nom commun Aspilate ochracée, est une espèce de lépidoptères de la famille des Geometridae.

## Description
Les imagos atteignent une envergure de 24 à 32 millimètres.
La couleur de la surface de l'aile antérieure varie du jaune ambré au jaune ocre en passant par le crème et montre un ton légèrement brunâtre. Une ligne transversale externe commençant près de l'apex et s'étendant obliquement vers le bord interne ressort gris-brun, de même qu'une ligne transversale interne. Une petite tache discale est également de couleur gris-brun. La couleur de la surface supérieure de l'aile postérieure ressemble à celle de la surface supérieure de l'aile antérieure sous une forme légèrement plus faible. Le dessous de l'aile postérieure présente une ligne transversale foncée claire et un point central, qui transparaissent vers l'avant sous une forme adoucie.
Les antennes des mâles sont peignées, celles des femelles sont à dents courtes, comme tous les Geometridae.
Les chenilles sont de couleur gris foncé avec peu de marques. Elles ont deux pointes anales appelées paraproctes.
L'imago d’Aspitates gilvaria (sv) diffère par l'absence de la ligne transversale interne gris-brun sur la face supérieure des ailes antérieures.

## Répartition
Aspitates ochrearia"" est présent dans le sud de l'Europe, plus au nord et à l'est il n'est présent que localement. L'espèce se trouve également en Amérique du Nord, en Afrique du Nord et dans certaines parties de l'Asie.
L'habitat principal est constitué de maigres prairies sèches, de steppes et de formations de maquis.

## Comportement
Les papillons sont actifs le jour et la nuit. Ils volent en deux générations, principalement au cours des mois de mars à mai et de juillet à octobre.
La nuit, ils apparaissent sous des sources lumineuses artificielles.

## Parasitologie
La chenille est un parasite des plantes Artemisia campestris subsp. glutinosa, Bupleurum, Carlina corymbosa, Centaurea hyssopifolia (es), Crepis vesicaria, Daucus carota, Dorycnium, Gypsophila struthium, Helianthemum hirtum, Lepidium subulatum (sv), Linaria, Lotus, Ononis, Plantago coronopus, Thymus lacaitae (uk), Vicia tetrasperma.